# Culeolus moseley
Culeolus moseley är en sjöpungsart som beskrevs av William Abbott Herdman 1881. Culeolus moseley ingår i släktet Culeolus och familjen lädermantlade sjöpungar. Inga underarter finns listade i Catalogue of Life.